# Ligne 54 (Infrabel)
 (novembre 2020).
Si vous disposez d'ouvrages ou d'articles de référence ou si vous connaissez des sites web de qualité traitant du thème abordé ici, merci de compléter l'article en donnant les références utiles à sa vérifiabilité et en les liant à la section « Notes et références ».
Pour les articles homonymes, voir Ligne 54.
La ligne 54 est une ligne de chemin de fer belgo-hollandaise reliant Malines à Terneuzen via Saint-Nicolas.
La section de ligne entre Saint-Nicolas et la frontière, est hors service, tout comme celle entre la frontière et Sluiskil (à l'exception d'un raccordement industriel près d'Axel). Entre Y Heike et la gare de Saint-Nicolas, la ligne, électrifiée, est parcourue par des trains de voyageurs omnibus et d'heure de pointe. Du côté hollandais, la partie subsistante de la ligne est réservée aux marchandises.

## Histoire
La ligne de Malines à Terneuzen est concédée à la Société Anonyme du Chemin de Fer International de Malines à Terneuzen.
- La section de Y Heike à Bornem est livrée à l'exploitation le 28 juillet 1870 ;
- Entre Bornem et Saint-Nicolas, elle ouvre le 30 novembre 1870 ;
- La section de Saint-Nicolas à Terneuzen est inaugurée d'une seule traite le 10 avril 1871.

La ligne possède deux gares frontalières à De Klinge et Hulst.
Le Chemin de fer de Malines à Terneuzen exploitera la ligne durant presque 80 ans jusqu'à sa nationalisation en 1948.
Les NS et la SNCB s'empresseront de supprimer le service des voyageurs sur la section de Saint-Nicolas à Terneuzen, respectivement en 1951 (Hulst – Terneuzen) et en 1952 (Saint-Nicolas – Hulst). Toutes les gares de cette partie de la ligne ont depuis été démolies à l'exception de la halle à marchandises de la gare de Hulst, devenue un restaurant.
En 1968, la ligne est définitivement fermée et démontée entre De Klinge, Hulst et le raccordement Axelse Vlakte (à l'ouest d'Axel) d'où la ligne rejoint la ligne Gand-Terneuzen via Sluiskil. Le trafic des marchandises se maintint entre Saint-Nicolas et De Klinge jusqu'en 1975 ; entre Axelse Vlakte et Terneuzen il est toujours actif.
À l'inverse, entre Malines et Saint-Nicolas, le trafic des trains s'est maintenu, y compris le trafic voyageurs, et la SNCB a électrifié la ligne en 3 kV continu en 1985.